# Comuna Dzerjînivka, Solone
Dzerjînivka (în ucraineană Дзержинівка) este o comună în raionul Solone, regiunea Dnipropetrovsk, Ucraina, formată din satele Cervonoarmiiske, Dzerjînivka (reședința), Kașkarivka, Mala Kalînivka, Mîkolo-Musiivka, Mîropil, Oleksandrivka, Osîpenko și Roztannea.

## Demografie
Componența lingvistică a satului Dzerjînivka
     Ucraineană (85,97%)
     Rusă (12,64%)
     Alte limbi (1,07%)
Conform recensământului din 2001, majoritatea populației satului Dzerjînivka era vorbitoare de ucraineană (85,97%), existând în minoritate și vorbitori de rusă (12,64%).